# 福山庸治
福山 庸治（ふくやま ようじ、1950年5月20日 - ）は、日本の漫画家。福岡県大牟田市出身。東京学芸大学教育学部卒業。

## 概略
1970年、『漫画アクション』（双葉社）に掲載の『納屋の中』でデビューした。代表作は『マドモアゼル モーツァルト』。
1993年から『週刊ダイヤモンド』に連載された『F氏的日常』で2001年12月、第5回文化庁メディア芸術祭マンガ部門大賞を受賞する。
2000年代には日本工学院専門学校のマンガ・アニメーション科マンガコースにて講師を勤めていた。

## 略歴
- 1970年 - 『納屋の中』でデビュー。
- 1991年 - 『マドモアゼル モーツァルト』を原作とした音楽座によるミュージカル公演[3]。
- 2001年 - 第5回文化庁メディア芸術祭マンガ部門大賞受賞（『F氏的日常』）[4]
- 2005年 - 『マドモアゼル モーツァルト』を原作としたRカンパニーによるミュージカル公演。

## 作品リスト
末尾の【 】は収録短編集を示す。
【誘拐】誘拐ローン / 【私鉄】私鉄前線 / 【死神】死神交換イタシマス / 【B♭】B♭のソナタ』 / 【ロン】ロンよりチョンボ / 【青い】青い木白い花豊かな果実』 / 【夜は】夜は散歩者 / 【ある朝】ある朝パニック / 【ベスト】ベスト・アルバム
- 私鉄前線（『コミックギャング』1976年10月 - 1977年3月号）【私鉄】
- シケモク（『増刊Weekly漫画アクション』1976年11月3日号）【誘惑】
- お先真っ暗（『漫画パンチ』1978年2月14日号）【私鉄】
- 自動巻（『ビッグコミックオリジナル』1978年6月15日増刊号）【誘惑】
- 日曜刑事（『小説Club増刊ベストコミックス』1978年9月15日号）【誘惑】
- 家（『別冊漫画アクション』1978年12月29日号）【誘惑】
- 鶴の折返し（『漫画パンチ』1979年4月18日号）【私鉄】
- 誘拐ローン（『ビッグコミックオリジナル』1979年4月15日増刊号）【誘惑】
- 顔（『別冊漫画アクション』1979年5月4日号）【誘惑】
- ごまめのえらあらい（『プレイコミック』1979年11月8日号）【誘惑】
- 先天性貧乏症候群（『増刊Weekly漫画アクション』1979年11月10日号）【誘惑】
- 戦争の季節（『別冊漫画アクション』1979年12月14日号）【誘惑】
- ご依頼の件（『アクションデラックス』1980年1月19日号）【誘惑】
- 日本のアダム（『マンガ奇想天外No.2』1980年7月15日号）【私鉄】
- ラバーズ・コンチェルト（『ビッグコミックオリジナル』1980年7月20日号）【私鉄】
- ロンよりチョンボ（竹書房『近代麻雀臨時増刊』1980年9月12日号）【ロンより】
- ハンブルパイ（『グッドコミック』1980年11月号）【私鉄】
- B♭のソナタ（1980年 - 1982年『ビッグコミックオリジナル』及び同増刊（小学館））【B♭】
  1. MONOTOROGY（モノトロジィ）（1980年）
  2. TOPOLOGIE（トポロジィ）（1980年）
  3. 長～い夜（1981年『ビッグコミックオリジナル』）【ベスト】
  4. PIMPLE PIMPLE LITTLE STAR（にきび）（1981年）
  5. TO LOVE AGAIN（1981年）
  6. 古典的発明品による古典的パラドックスのパターン（1981年）
  7. 家庭・私有財産・国家の起源（1981年）
  8. 春らんだむ（1982年）
  9. 母子像（1982年『ビッグコミックオリジナル』4月15日増刊号）【ベスト】
  10. 混とらバス独走による無伴奏ソナタ変ロ長調アンダンテ（1982年『ビッグコミックオリジナル』5月5日号）【ベスト】
  11. 転落のバラード（1982年、増刊）
  12. 真夏の夜の正夢（1982年、増刊）
  13. いとしのレミー（1982年、増刊）
  14. LE CHATEAU（斜塔）（1982年、増刊）
  15. 随想（1983年）
  16. COMMUNICATION BREAK DOWN?（1983年）
- ブルージン・サンバ（『月刊近代麻雀オリジナル号』1981年1月号）【私鉄】
- ぬすっと（リイド社『リイドコミック』1981年6月1日号）【ロンより】
- シワクチャ労働歌（竹書房『近代麻雀オリジナル』1981年8月号）【ロンより】
- エアパニック'81（竹書房『月刊ギャグダ』1981年10月号）【ロンより】
- 死神交換イタシマス（『マンガ奇想天外』1981年）【死神】
- N-size House（『ジャストコミック』1981年）【死神】
- Fish out（『マンガ奇想天外』1981年）【死神】
- 西武戦線異常なし（1981年 -1982年 ）【死神】
  - 隣人（『増刊漫画アクション』1981年）【死神】
  - ああ日常（『マンガ奇想天外』1981年）【死神】
  - Alone again（『マンガ奇想天外』1982年）【死神】
  - 窓際のポッポちゃん（『マンガ奇想天外』1982年）【死神】
- オレと魔法使い（『コミックトム』1981年）【死神】
- 豚も木から落ちる（日本文芸社『カスタムコミック』1981年）【B♭】
- フクヤマンガ狂詩曲（双葉社『別冊漫画アクション』1981年）【B♭】
- NAIVE（『別冊漫画アクション』1981年）【B♭】
- SCHIZOPHRENIA（『MANGA』（海外版）1981年）【B♭】
- マンジャラヤ（竹書房『近代麻雀オリジナル』1983年2月号）【ロンより】
- 貧すれば雀す（竹書房『近代麻雀オリジナル』1983年7月号）【ロンより】
- ロンロンロンド（竹書房『近代麻雀オリジナル』1983年10月号 - 12月号）【ロンより】
- 仲買人（『S-Fマガジン』1984年11月号）【青い木】
- 青い木白い花豊かな果実（『S-Fマガジン』1984年12月号）【青い木】
- 続・青い木白い花豊かな果実（『S-Fマガジン』1985年1月号）【青い木】
- シャワー（『ジャストコミック』1985年新年号）【夜は】【ベスト】
- アデイ（『WHAT』1985年春号）【ある朝】
- 魔のススメ（『近代麻雀オリジナル』1985年7月号）【夜は】
- 夏猫（『平凡パンチ』1985年8月19日号）【夜は】
- 夜は散歩者（『WHAT』1985年9月号）【夜は】
- エレベーション（『別冊アクション増刊』1985年9月14日号）【夜は】
- ゲームは愉し（『WHAT』1985年12月号）【夜は】
- エラーマン（『冒険隊』1987年創刊号）【ある朝】
- 嚢（『S-Fマガジン』1987年1月臨時増刊号）【ある朝】【ベスト】
- ズブズブズ（『平凡パンチ』1987年5月14日号）【ある朝】【ベスト】
- It's been a ロンロン time.（『近代麻雀オリジナル』1987年6月号）【ある朝】
- オオカミが出てきた日（1987年、単行本書下し、夢元社）
- 夢なら醒めよ（『近代麻雀オリジナル』1988年4月号）【ある朝】
- 愛ちゃんは太郎の嫁になりまくる（『NEWパンチザウルス』1989年5月30日号）【ある朝】【ベスト】
- マドモアゼル モーツァルト（1989年 - 1990年、モーニング、講談社）
  - 「モーツァルトは女性だった」という仮説のもと彼（彼女）と父親、サリエリ等、周囲との愛憎劇を描き、2007年時点で最長の作品である。この作品は1991年にミュージカルとなり、ヒットしたが原作者の名はあまり売れなかった。
- 孤島の2分オンチ～孤島の付点32分オンチ（『ON THE LINE』1990年4月号 - 1991年3月号）※エッセイ
- リバーサイド・パラダイス502（『コミック エクストラ』1990年11月増刊号）【ある朝】
- ある朝パニック（『眠れぬ夜の奇妙な話』1991年春之巻）ある朝、【ベスト】
- ドン・ジョヴァンニ（1991年、週刊モーニング、講談社）
  - モーツァルトのオペラ『ドン・ジョヴァンニ』を舞台を江戸時代の日本に移して漫画化。
- ある夜のピクニック（『眠れぬ夜の奇妙な話』1992年紫陽花之巻）【ある朝】【ベスト】
- 17（じゅうなな）（マンガ・エロティクスF、太田出版）
- うろしま物語（2000年、マンガ・エロティクス、太田出版）
- F氏的日常（1993年 - 、週刊ダイヤモンド）【ベスト】
- 連載フォトエッセイ「週休六日のススメ]」（1999年6月 - 2009年3月、マカロニアンモナイト）[5]
- 臥夢螺館（ガムラカン）（1993年 - 1995年、週刊モーニング、講談社。及びウェブコミック誌「e-manga」。及び書下し、2003年、講談社） - 単行本化では、画像CD-ROMとのメディアミックスとして出版されたが第1巻だけで途切れ、最終的には通常の上下巻で再度出版された。
- ドアチャイム（2007年）STUDIO 4℃制作のコンピレーション作品であるGenius Party〈ジーニアス・パーティ〉の一編。原作、監督及びキャラクターデザインを担当。
- ひとこまらんど【死神】
- チョコレート・パフェ・ライス【青い木】
- 晴れた朝には果実売り【青い木】
- 樫の木ロード【青い木】
- 海岸電車はウメボシ色【青い木】
- いちごロード【青い木】
- 奇相転骸【青い木】

### 短編集
- 『誘拐ローン』双葉社〈アクション・コミックス〉1980年5月27日発行
  - 収録作品：シケモク / ごまめのえらあらい / ご依頼の件 / 日曜刑事 / 家 / 顔 / 誘拐ローン / 先天性貧乏症候群 / 戦争の季節 / 自動巻
- 『私鉄前線』双葉社〈アクション・コミックス〉1981年2月14日発行
  - 収録作品：私鉄前線 / 日本のアダム / 鶴の折返し / ラバーズ・コンチェルト / お先真っ暗 / ハンブルパイ / ブルージン・サンバ
- 死神交換イタシマス東京三世社〈マイコミックス〉1983年3月8日発行
  - 収録作品：死神交換イタシマス / N-size House / Fish out / 西武戦線異常なし（隣人、ああ日常、Alone again、窓際のポッポちゃん） / オレと魔法使い / ひとこまらんど
- 『B♭のソナタ』双葉社〈アクション・コミックス〉1983年12月24日発行
  - 収録作品：B♭のソナタ / 豚も木から落ちる / フクヤマンガ狂詩曲 / NAIVE / なかがき（書き下ろし文章） / SCHIZOPHRENIA（1981年『MANGA』（海外版））
- 『ロンよりチョンボ（福山庸治傑作麻雀漫画短編集）』竹書房〈近代麻雀コミックス〉1984年2月20日発行
  - 収録作品：ロンよりチョンボ / シワクチャ労働歌 / マンジャラヤ / 貧すれば雀す / ロンロンロンド / ぬすっと / エアパニック'81
- 『青い木白い花豊かな果実』東京三世社〈マイコミックス〉 1985年3月30日発行
  - 収録作品：青い木白い花豊かな果実 / 続・青い木白い花豊かな果実 / チョコレート・パフェ・ライス / 晴れた朝には果実売り / 樫の木ロード / 海岸電車はウメボシ色 / 仲買人 / いちごロード / 奇相転骸 / （作品後記）
- 『夜は散歩者』東京三世社〈マイコミックス〉1986年8月10日発行
  - 収録作品：夜は散歩者 / 魔のススメ / ゲームは愉し / 夏猫 / エレベーション / シャワー
- 『ある朝パニック』朝日ソノラマ、1992年9月30日発行
  - 収録作品：ある朝パニック /  / アデイ / It's been a ロンロン time. / エラーマン / ズブズブズ / 愛ちゃんは太郎の嫁になりまくる / 嚢 / 夢なら醒めよ / リバーサイド・パラダイス502 / ある夜のピクニック / 孤島の2分オンチ〜孤島の付点32分オンチ
- 『ベスト・アルバム』河出書房新社、2002年12月30日発行
  - 収録作品：ある朝パニック / ある夜のピクニック / 嚢 / ズブズブズ / シャワー / 愛ちゃんは太郎の嫁になりまくる / 長ーい夜 / 母子像 / 混とらバス独走による無伴奏ソナタ変ロ長調アンダンテ / F氏的日常
- 手の鳴るほうへ（単行本再掲載作品を含む短編集、弓立社）
- ニキビよニキビ（単行本再掲載作品を含む短編集、弓立社）
  - 『ユリイカ』1991年の臨時増刊総特集：モーツァルトに掲載されたマドモアゼル モーツァルト外伝を収録

## 関連人物
- 萩尾望都 - 高校生時代に福山が主催した同人グループ「キーロック」に参加、同名の肉筆誌を作成した。(文藝別冊　総特集萩尾望都 より)　その縁もあり『死神交換イタシマス』の解説は萩尾が執筆している。
- 松本次郎 - 元アシスタント[要出典]。
- 貞本義行 - 影響を受けた漫画家は松本零士、永井豪、福山庸治の3人で。